# Cephaloclerus corynetoides
Cephaloclerus corynetoides là một loài bọ cánh cứng trong họ Cleridae. Loài này được Kuwert miêu tả khoa học đầu tiên năm 1893.